# Aptychella
Aptychella là một chi rêu trong họ Sematophyllaceae.